# Giuseppe Pironi
Giuseppe Pironi (Milano, 1896 – ...) è stato un calciatore italiano, di ruolo centrocampista.

## Carriera
Esordisce con la maglia dell'Enotria Goliardo durante dei tornei federali nel 1918; alla fine della prima guerra mondiale, con la ripresa dei campionati, continua a vestire la maglia della formazione milanese nel campionato di Prima Categoria, massimo livello calcistico dell'epoca.
Dopo due stagioni, si trasferisce all'Atalanta, con cui disputa 5 presenze nel campionato 1921-1922, sempre in Prima Categoria; al termine di questa stagione si ritira.